# Kaylia Nemour
Kaylia Nemour (Saint-Benoît-la-Forêt, 30 december 2006) is een Frans-Algerijns turnster die in internationale competitie Algerije vertegenwoordigt.
In 2024 werd ze Olympisch kampioen aan de brug. Ze is de eerste Afrikaanse gymnaste met een medaille in de gymnastiek.
Haar specialisatie is de brug met ongelijke leggers. Op haar 16e had ze al een turnelement op haar naam staan: Op de Afrikaanse kampioenschappen in 2023 voerde ze als eerste turnster ooit de "inbar Nabieva" uit, waardoor dit element haar naam kreeg.

## Carrière
In 2023 had ze als eerste Afrikaanse gymnaste zilver behaald op het wereldkampioenschap turnen. Op de Afrikaanse kampioenschappen won ze goud op meerkamp.
In 2024 op de Olympische Spelen in Parijs kwalificeerde ze zich voor de finales van brug en meerkamp. In de finale van meerkamp werd ze vijfde. Aan de brug ongelijke leggers haalde ze met een hoge score van 15.7 de gouden medaille, voor Qiu Qiyuan en Suni Lee. Daarmee werd ze de eerste Afrikaanse gymnaste die een Olympische medaille haalde.

## Resultaten
| Jaar | Plaats                        | Resultaten         |
| ---- | ----------------------------- | ------------------ |
| 2023 | Wereldkampioenschap Antwerpen | 8e meerkamp · brug |
| 2024 | Olympische Spelen Parijs      | 5e meerkamp · brug |